# Autoserica seminitens
Autoserica seminitens är en skalbaggsart som beskrevs av Frey 1966. Autoserica seminitens ingår i släktet Autoserica och familjen Melolonthidae. Inga underarter finns listade.